# Károly Varga
Károly Varga (ur. 28 września 1955 w Budapeszcie) – węgierski strzelec sportowy, złoty medalista olimpijski z Moskwy.
Zawody w 1980 były jego jedynymi igrzyskami olimpijskimi. Medal, pod nieobecność sportowców z części krajów tzw. Zachodu, zdobył w konkurencji karabinu małokalibrowego na dystansie 50 metrów w pozycji leżącej. 